# Louisiana and Arkansas Railway
Die Louisiana and Arkansas Railway (L&A; AAR-reporting mark: LA) war eine Bahngesellschaft in den US-Bundesstaaten Louisiana, Arkansas und Texas. Ausgehend von einer Verbindung zwischen Hope und Alexandria sowie Vidalia am Mississippi River wurde das Streckennetz der L&A auf eine Länge von rund 1400 km bis New Orleans und Dallas ausgebaut.
1939 wurde die L&A durch die Kansas City Southern Railway (KCS) erworben und ab den 1950er-Jahren zunehmend in deren Organisation integriert. Das Unternehmen bestand aber noch bis 1992 als rechtlich eigenständiges Tochterunternehmen der KCS.

## Geschichte

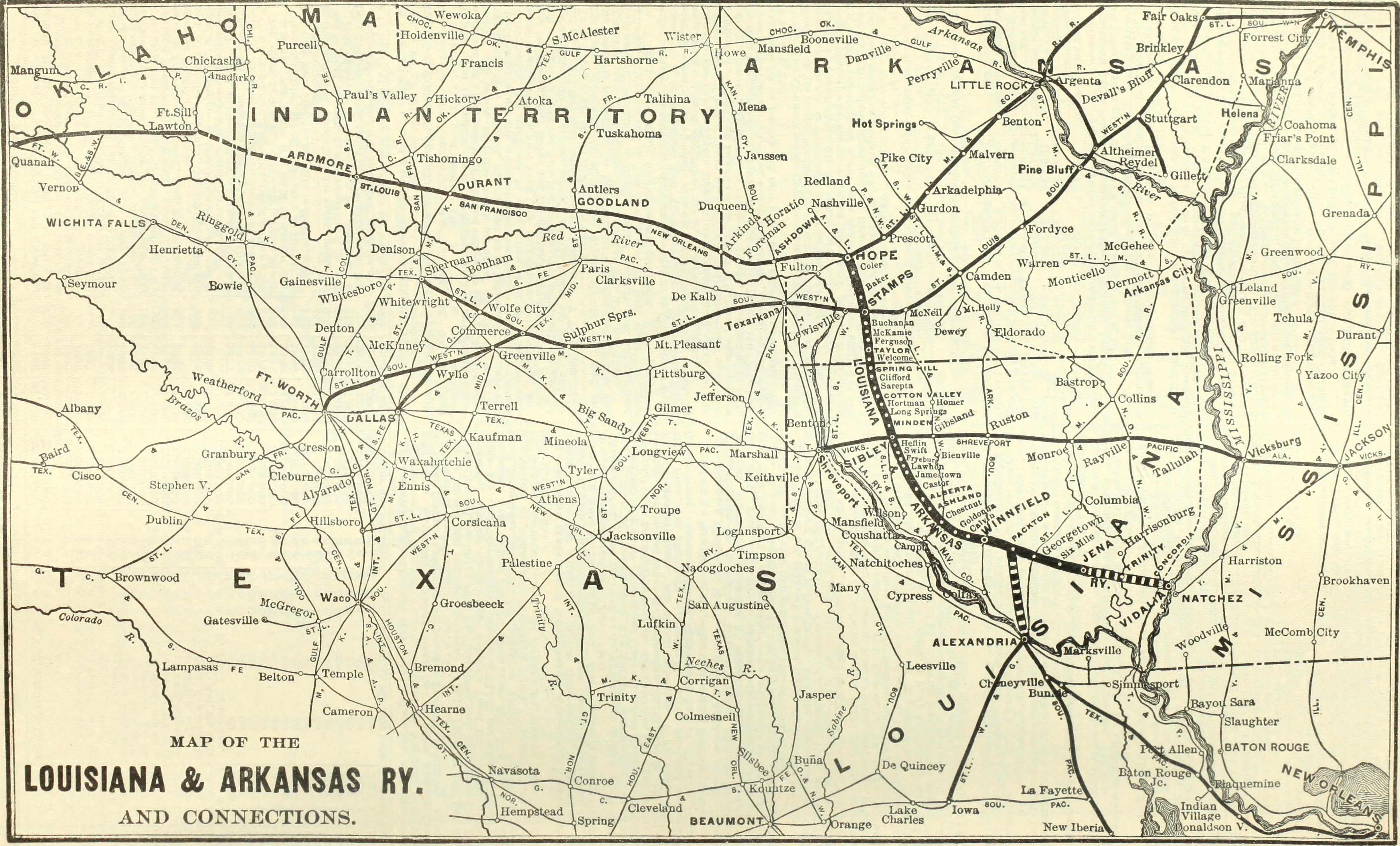
Das L&A-Streckennetz 1906

Ende des 19. Jahrhunderts war der Unternehmer William Buchanan mit seinen beiden Brüdern im Südwesten von Arkansas in der Holzwirtschaft tätig. Ausgehend von seinen Sägewerken in Stamps ließ Buchanan eine Waldbahn bis in die Nähe von Springhill errichten. Um die geschlagenen und verarbeiteten Holzmengen kostengünstig zu Abnehmern zu bringen, plante er den Bau einer längeren Bahnstrecke zum Mississippi River. Er registrierte dazu am 18. März 1898 die Louisiana & Arkansas Railroad, die im September 1898 die Arkansas, Louisiana & Southern Railway (AL&S) mit ihrer kurzen Strecke bei Minden erwarb und mit dem Bau einer Bahnstrecke von Hope über Stamps nach Natchez begann. Die AL&S wurde im Jahr 1900 vollständig in die L&A integriert und als Firma aufgelöst.
Am 10. Juni 1902 wurde die Louisiana and Arkansas Railway mit Sitz in Stamps gegründet, die am 21. August 1902 rückwirkend zum 1. Juli die Louisiana and Arkansas Railroad übernahm. Zu diesem Zeitpunkt war die Bahnstrecke von Stamps bis Winnfield fertiggestellt und südwärts bis Jena im Bau. Hope wurde 1903 erreicht, Alexandria über eine in Packton bei Winnfield beginnende Zweigstrecke im Jahr 1906. Erst 1917 erfolgte die Verlängerung von Jena ostwärts bis Ferriday. Von dort wurde über Streckennutzungsrechte Vidalia erreicht, wo eine Fährverbindung nach Natchez bestand.
In den späten 1920er-Jahren begann eine Investorengruppe um Harvey Couch, Anteile an der L&A zu erwerben. Dieselbe Gruppe besaß Elektrizitätsversorgungs- und Telefonunternehmen in der durch die L&A bedienten Region. Die Beteiligung an der L&A wurde bis Ende November 1927 so erweitert, dass die Gruppe am 16. Januar 1928 die Führung der Bahngesellschaft übernehmen durfte.
Im Februar 1929 konnte die L&A die benachbarte und konkurrierende Louisiana Railway & Navigation Company (LR&N) mieten und schließlich komplett übernehmen. Diese 1901 unter Führung von William C. Edenborn gegründete Gesellschaft besaß eine Bahnstrecke von New Orleans über Baton Rouge und eine Fährverbindung über den Mississippi River bei Angola nach Alexandria und Shreveport. Über eine in Texas registrierte Tochtergesellschaft namens Louisiana Railway & Navigation Company of Texas verfügte sie ferner über eine weitere Bahnstrecke von Shreveport nach Farmersville und McKinney mit Streckennutzungsrechten nach Dallas. Die Gesamtlänge des durch die L&A betriebenen oder kontrollierten Streckennetzes vergrößerte sich damit auf rund 1.400 km.
1930 kaufte Harvey Couch erste Anteile an der Kansas City Southern Railway (KCS), deren in Nord-Süd-Richtung verlaufende Hauptstrecke Kansas City–Port Arthur durch Shreveport führt. In den folgenden Jahren erwarb Couchs Firmengruppe schrittweise eine Mehrheitsbeteiligung an der KCS. Er übernahm die Führung der KCS ab 23. Mai 1939 als president. Am 24. Januar 1939 beantragte die KCS vor der Interstate Commerce Commission die Übernahme der L&A, die Anfang Mai desselben Jahres genehmigt und zum 20. Oktober 1939 vollzogen wurde. Betrieblich und organisatorisch wurden die beiden Unternehmen innerhalb kurzer Zeit eng verknüpft, doch bestand die L&A als rechtlich selbständiges Tochterunternehmen der KCS fort.
Die texanische Tochtergesellschaft der LR&N wurde am 14. April 1930 in Louisiana, Arkansas & Texas Railway (LA&T) umbenannt. Am 1. September 1939, nach anderen Quellen am 1. Juli 1939, wurde die LA&T vollständig in die L&A integriert.
Mit Fertigstellung der Huey P. Long Bridge in Baton Rouge im Sommer 1940 konnte die L&A die Fährverbindung bei Angola ablösen und die Fahrzeiten dadurch deutlich verkürzen. Am 1. September 1940 führten die KCS und die L&A den Southern-Belle-Fernzug als Direktverbindung zwischen Kansas City und New Orleans ein. 29 Jahre später, am 3. November 1969, endete mit der letzten Fahrt dieses Zuges der Personenverkehr bei der KCS und L&A.
In den 1960er-Jahren vereinheitlichte die KCS ihr Auftreten. Bisher eigenständig auftretende Tochterfirmen wie die L&A verwendeten gegenüber Kunden und der Öffentlichkeit fortan nur den Namen Kansas City Southern Railway. Am 6. Juli 1992 wurde die L&A schließlich auch rechtlich vollständig in die KCS integriert und als juristisch eigenes Unternehmen aufgelöst.

## Infrastruktur
Das ab 1929 rund 1.400 km lange Netz der L&A umfasste folgende Strecken:
- Hope–Minden–Sibley–Winnfield–Packton–Alexandria; die ursprüngliche Hauptstrecke der L&A
- Packton–Jena–Ferriday(–Vidalia); Ende 1945 an die neu gegründete Louisiana Midland Railway abgegeben.[1]
- Winnfield–Aloha
- Minden–Shreveport
- Shreveport–Greenville–McKinney(–Dallas); ursprünglich die Strecke der Louisiana Railway & Navigation Company of Texas
- Shreveport–Alexandria–Baton Rouge–New Orleans; ursprünglich die Strecke der Louisiana Railway & Navigation Company. Die Huey P. Long Bridge in Baton Rouge und einige Streckenkilometer beiderseits der Flussquerung wurden gemeinsam mit der Texas and Pacific Railway genutzt. Bis zur Eröffnung dieser Brücke im Jahr 1940 nutzte die Strecke westlich von Baton Rouge für einige Dutzend Kilometer eine weiter nördlich gelegene Trasse mit Fährverbindung über den Mississippi. Der auf der Ostseite des Flusses gelegene Abschnitt Baton Rouge–Port Hudson der ursprünglichen Trasse blieb als Nebenstrecke auch nach 1940 erhalten.

## Verkehr
In dem am 30. Juni 1904 abgeschlossenen Geschäftsjahr beförderte die L&A 108.898 Fahrgäste und 909.502 Tonnen Güter.
1965 transportierte die L&A auf ihrem inzwischen deutlich gewachsenen Streckennetz 109.130 Fahrgäste und 13.191.578 Tonnen Güter. Die Beförderungsleistung im Güterverkehr lag dabei bei etwa 3,467 Milliarden Tonnenkilometern.

### Personenverkehr

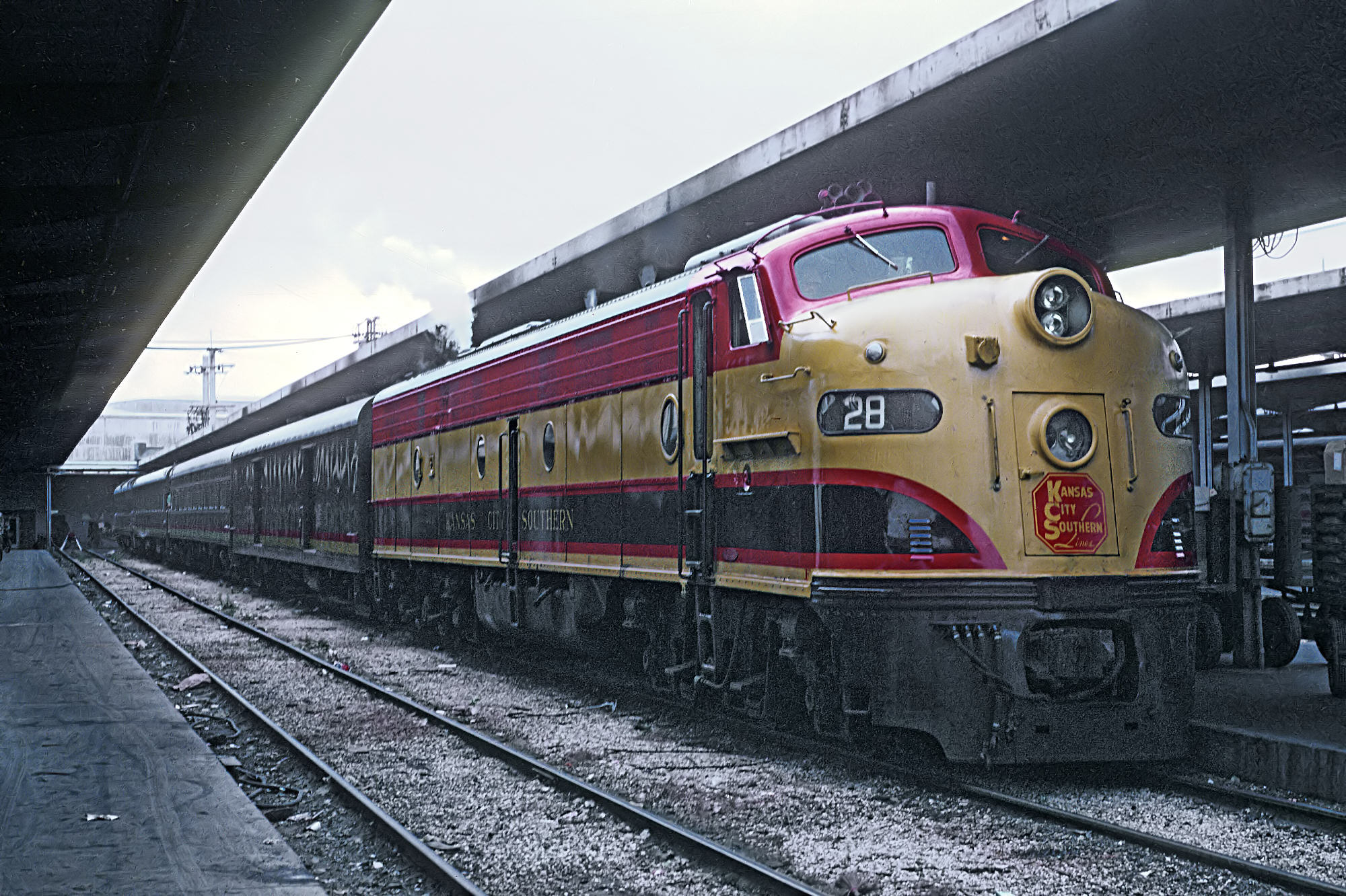
L&A-Zug 10, der neben dem Southern Belle zweite Fernzug New Orleans–Kansas City, am Ausgangsort (1967)

In den 1930er-Jahren gab die L&A ihren wichtigsten Zugverbindungen des Personenverkehrs Namen: Das tagsüber zwischen Shreveport und Hope geführte Zugpaar mit Kurswagen nach St. Louis wurde zum Shreveporter, die nächtliche Schnellzugverbindung zwischen Shreveport und New Orleans zum Hustler. Letzterer wurde zum 1. September 1940 durch den Southern-Belle-Fernzug zwischen Kansas City, Shreveport und New Orleans abgelöst. Einige Stunden versetzt zum Southern Belle bestand eine weitere tägliche, jedoch langsamere Direktverbindung zwischen Kansas City und New Orleans.
Bis Anfang der 1960er-Jahre wurden mit Ausnahme des Southern Belle aufgrund der Konkurrenz durch Straßen- und Flugverkehr schrittweise alle Personenverkehrsverbindungen der KCS und L&A eingestellt. Für den Southern Belle wurden hingegen noch 1965 neue Wagen beschafft. Nachdem allerdings der United States Postal Service 1967 die Postbeförderung in den Zügen beendete und die Pullman Company Ende 1968 den Betrieb der Schlafwagen aufgab, entschied sich die KCS zur Einstellung des Personenverkehrs. Der letzte Southern-Belle-Zug und zugleich letzte Personenzug der KCS bzw. L&A fuhr am 3. November 1969.
Die Hauptbedeutung der mit der Louisiana, Arkansas & Texas Railway erworbenen Ost-West-Verbindung von Shreveport nach Dallas lag von Beginn an im Güterverkehr. Der Personenverkehr wurde dort ab 26. Juli 1931 nur mehr in gemischten Zügen (mixed) angeboten und am 19. Oktober 1938 ganz eingestellt.

### Güterverkehr
Der Transport forst- und landwirtschaftlicher Produkte aus dem direkten Einzugsgebiet der L&A war der ursprüngliche Auslöser zum Streckenbau und hatte für die Gesellschaft stets eine hohe Bedeutung. An den Strecken entstand auch verarbeitende Industrie wie Sägewerke und Papierfabriken.
Mit Fertigstellung der Strecke bis Alexandria, insbesondere aber mit Übernahme der Louisiana Railway & Navigation Company, gewannen Langstreckentransporte zwischen Orten nördlich und westlich von Hope, Shreveport bzw. Dallas und den Hafenstädten in Louisiana an Bedeutung.
Als Natchez Route wurden ab 1921 Transporte zwischen Shreveport und Mobile vermarktet, die von Shreveport bis Vidalia die L&A, über den Mississippi eine Fährverbindung sowie östlich des Flusses die Mississippi Central Railroad und Gulf, Mobile and Northern Railroad nutzten. Spätestens mit Verfügbarkeit der Huey-P.-Long-Brücke in Baton Rouge verlor diese Route mit Fähre jedoch an Attraktivität.

## Fahrzeuge
Zum 30. Juni 1904 besaß das Unternehmen 24 Dampflokomotiven, zehn Personenwagen und 785 Güterwagen.
Ab den späten 1930er-Jahren beschaffte die L&A keine eigenen neuen Lokomotiven, sondern nutzte Fahrzeuge der KCS. Teilweise wurden durch die KCS für die L&A beschaffte Lokomotiven allerdings gesondert in den Bestellungen ausgewiesen, etwa im Fall der EMD F7. Im Personenverkehr wurden ab 1940 auch Diesellokomotiven eingesetzt; für die Southern-Belle-Verbindung von Beginn an ausschließlich. Ab 1947 beschaffte die KCS auch Diesellokomotiven für den Güterzugdienst in größerem Umfang, die bereits bis 1949 nahezu alle Dampflokomotiven auf dem L&A-Netz ablösten.